# EARTHSHAKER (1992年のアルバム)
『EARTHSHAKER』（アースシェイカー）は、EARTHSHAKERの10枚目のオリジナル・アルバム。

## 概要
東芝EMIからリリースされた最後のアルバム。1983年にリリースされたデビューアルバム『EARTHSHAKER』と同様に、セルフ・タイトルとなっている。
2013年にタワーレコード限定で再発売した。

## 収録曲
（全作詞（特記以外）：西田昌史、全作曲（特記以外）：石原慎一郎）
1. DRAPE SHAPE
2. JUST A LITTLE SOLDIER
3. SHOCK ME
4. '79 STREET SONG
5. POISON
  - 作詞：安藤芳彦 / 作曲：西田昌史
6. BLOOD ON SHUFFLE
7. TRAP OF LOVE
  - 作曲：西田昌史
8. PARADISE
9. HARD RAIN
  - 作詞：大津あきら / 作曲：西田昌史
10. 矛盾という名の愛